# Spruce Street Suspension Bridge
Le Spruce Street Suspension Bridge est un pont suspendu américain à San Diego, dans le comté de San Diego, en Californie. Cette passerelle qui permet le franchissement du Spruce Canyon par les piétons date de 1912. Elle fait partie des San Diego Historical Landmarks depuis le 7 janvier 1977.